# Jezioro Białe (koło Wydmin)
Jezioro Białe – jezioro w Polsce, położone w województwie warmińsko-mazurskim, w powiecie giżyckim, w gminie Wydminy.

## Położenie
Jezioro leży na Pojezierzu Mazurskim, w mezoregionie Wielkich Jezior Mazurskich, w dorzeczu Ełk–Biebrza–Narew–Wisła. Znajduje się około 2 km w kierunku południowo-wschodnim od Wydmin.
Jezioro jest bezodpływowe. Linia brzegowa jest słabo rozwinięta. Otoczenie brzegów stanowią lasy.

## Morfometria
Według danych Instytutu Rybactwa Śródlądowego powierzchnia zwierciadła wody jeziora wynosi 14,9 ha. Średnia głębokość zbiornika wodnego to 2,1 m, a maksymalna – 4,0 m. Lustro wody znajduje się na wysokości 131,5 m n.p.m. Objętość jeziora wynosi 309,8 tys. m³. Maksymalna długość jeziora to 920 m, a szerokość 220 m. Długość linii brzegowej wynosi 2250 m.
Inne dane uzyskano natomiast poprzez planimetrię jeziora na mapach w skali 1:50 000 według Państwowego Układu Współrzędnych 1965, zgodnie z poziomem odniesienia Kronsztadt. Otrzymana w ten sposób powierzchnia zbiornika wodnego to 13,0 ha.